# Mortier de 81 mm modèle 1932

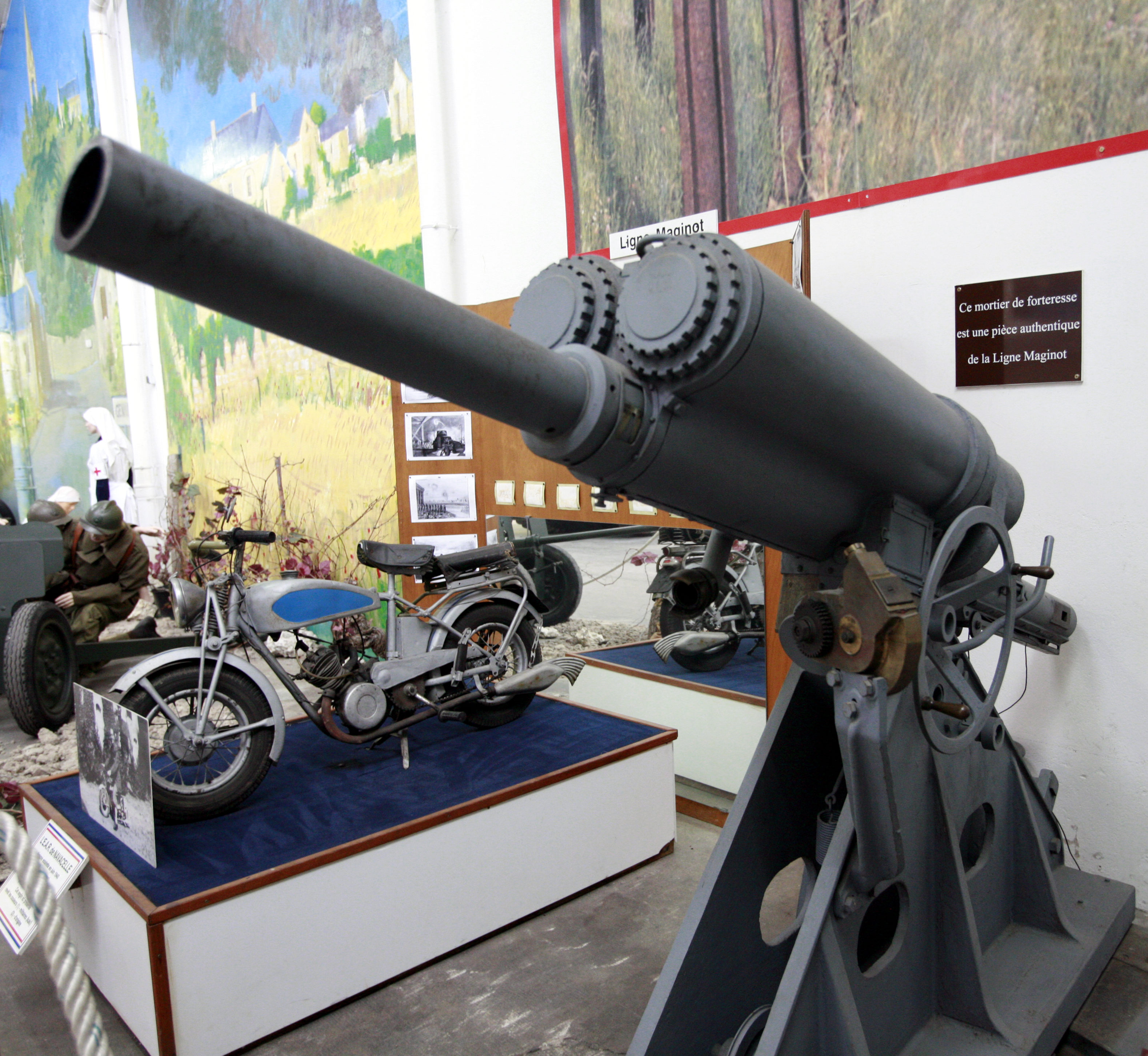
Mortier de 81 mm modèle 1932, de casemate.

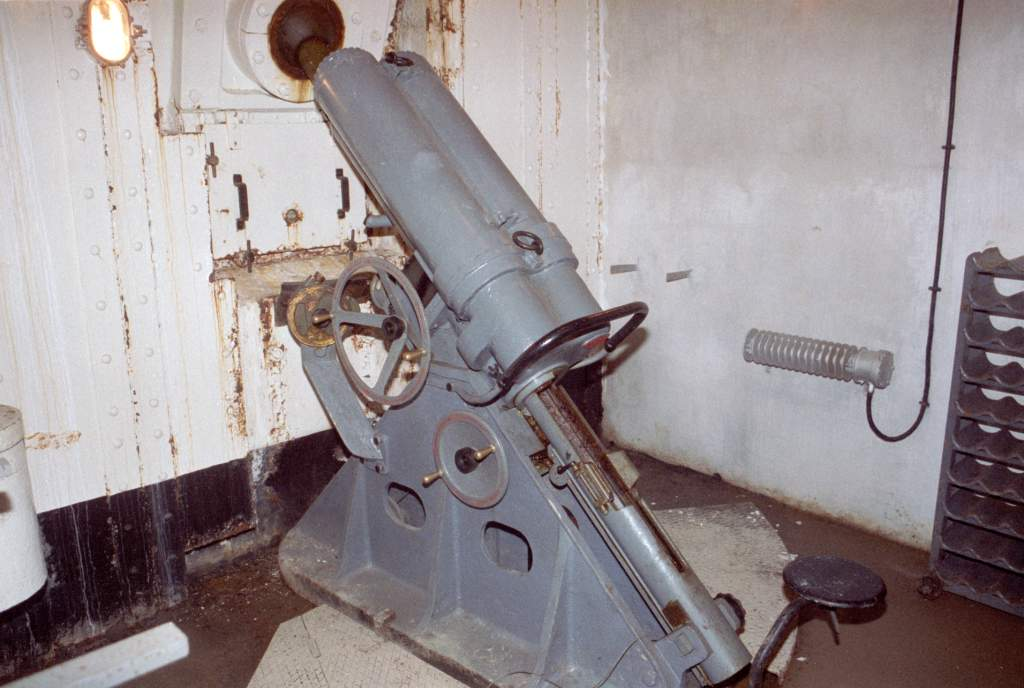
Mortier de 81 mm modèle 1932, en place dans une casemate.

Le mortier de 81 mm modèle 1932 est un engin à tir courbe destiné à battre les défilements aux abords des ouvrages de la ligne Maginot qui ne pouvaient être atteints par les canons ou mortiers de 75 mm.
Dérivé du mortier de campagne Stokes-Brandt de 81 mm modèle 1931, il a été installé indifféremment sous casemate ou sous tourelle.

## Historique
La question des engins à tir courbe fut l’une des plus difficiles à régler par la Commission d'organisation des régions fortifiées (CORF) qui, dans un premier temps, porta son attention sur deux engins, un de 45 mm de Tarbes et un de 51 mm de Batignolles. Cependant, compte tenu de leur calibre, ils tiraient des projectiles de puissance trop faible et étaient donc inadaptés à la mission envisagée par la CORF.
On s’orienta alors vers le mortier de campagne Brandt modèle 1927 mais son adaptation à la fortification présentait de telles difficultés que la nécessité de réaliser un matériel nouveau ne fut pas exclue. Finalement, en juillet 1929, c’est le mortier Brand modèle 1927-1931 qui est retenu, plusieurs modifications permettant d’aboutir au matériel de 81 mm modèle 1932 de casemate caractéristique avec ses deux cylindres de détente surmontant le tube.

## Caractéristiques techniques
- Longueur du tube : 1,575 m ;
- Poids : 2 000 kg ;
- Portée : 3 500 m ;
- Refroidissement : 50 l d’eau par jour ;
- Projectile : obus de 81 mm FA modèle 1932 à six pales percées de 18 évents de 5,5 mm ;
- Poids de l'obus : 3,300 kg avec fusée ;
- Poids de l’explosif : 0,350 à 0,400 kg ;
- Rayon d'efficacité : 10 mètres ;
- Cadence de tir : 15 coups par minute, pouvant être doublée en cas de crise.

## Fonctionnement
Le tube, dont la volée ne dépasse pas à l'extérieur du créneau, tirait sous un angle constant de 45°. L'intérêt d'une amplitude de pointage en hauteur nulle est que l'embrasure est de dimension très réduite ce qui diminue les probabilités d’un impact et renforce la résistance en cas de coup direct.
L’amplitude de pointage en hauteur étant nulle, la distance de tir était réglée par des charge-relais placées au-dessus des pales de l’obus. Des essais avec une charge additionnelle de 50 g ont permis de tirer jusqu’à 5 200 m, mais cette portée a été limitée en raison de l’usure trop rapide du tir qu’elle occasionnait.
Ce matériel ne pouvant pas exécuter des tirs tendus n'était donc pas équipé d'une lunette de visée.

## Nombre de mortiers installés
En 1939, cent vingt huit mortiers de 81 mm avaient été installés se répartissant ainsi :
- Sous casemate : 86, dont 68 dans le Sud-Est et 18 dans le Nord-Est ;
- Sous tourelle : 42 (plus une en cours de montage dans l’ouvrage de Plan Caval (Secteur fortifié des Alpes-Maritimes)[3].

Ne sont pas comptés dans ces chiffres les quatre mortiers (deux par casemate) des casemates du petit ouvrage des Granges-Communes et du gros ouvrage de Restefond qui n’avaient pas été construites, faute de temps, ainsi que les pièces de rechange.